# Andante Favori

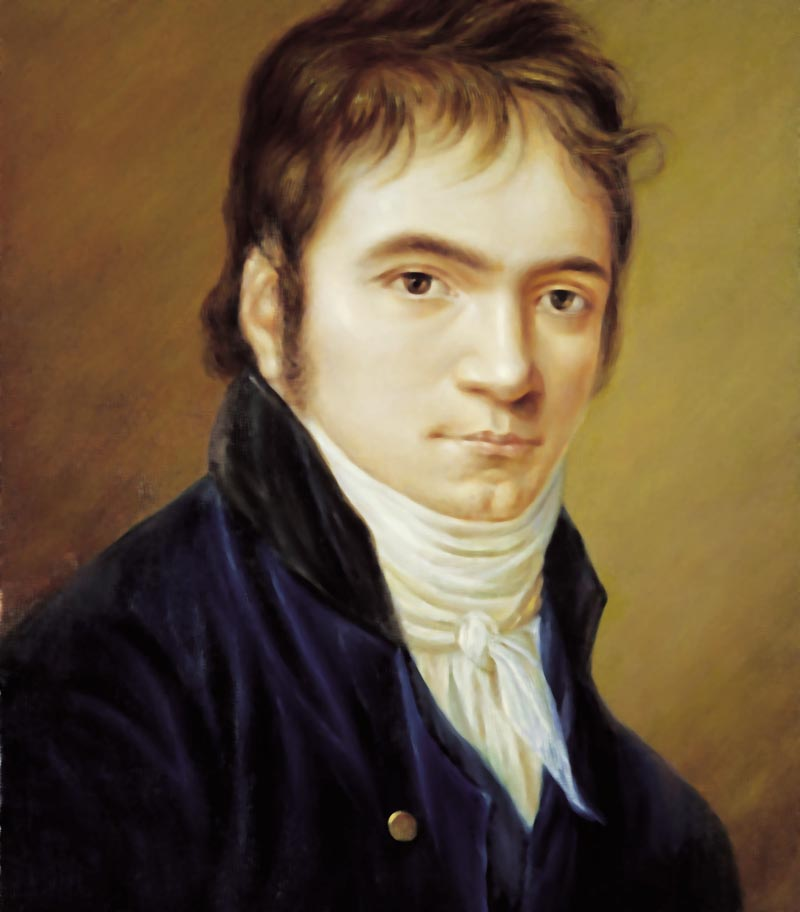
Portrait de Beethoven par Horneman en 1803.

L'Andante grazioso con moto en fa majeur WoO 57 est une œuvre pour piano de Ludwig van Beethoven écrite en 1803 et publiée en mai 1806 par le Comptoir des Arts et de l'industrie. Ce morceau était initialement destiné à être le deuxième des trois mouvements de la Sonate pour piano n° 21 en do majeur en do majeur opus 53 dite « Waldstein », mais Beethoven l'a finalement remplacé par un adagio molto,,.
L'explication du surnom d’Andante favori est fournie par l'élève de Beethoven Carl Czerny ; le compositeur appréciait en effet beaucoup ce mouvement :

« Cet andante réveille en moi un bien pénible souvenir. Quand Beethoven me le joua, il me plut tant que je le priai de le répéter. À mon retour de chez lui, passant devant l'hôtel du prince Lichnowsky, j'entrai chez le prince et lui en parlai. Je fus obligé d'en jouer tant bien que mal quelque chose ; le prince en retint quelques passages. Le lendemain, le prince alla trouver Beethoven et lui dit avoir composé un morceau pour le piano … Le prince se mit alors à lui jouer un fragment de l'andante. Beethoven ne goûta pas du tout la plaisanterie et plus jamais il ne voulut jouer en ma présence. Rien n'y fit, ni mes prières, ni les excuses du prince, je fus consigné à jamais. »

— Carl Czerny

« Par suite de la faveur qui accueillit ce morceau (Beethoven le jouait souvent en public), il lui donna le titre d’andante favori. Je le sais d'autant mieux que Beethoven m'envoya les épreuves à corriger, ainsi que le manuscrit. »

— Carl Czerny
« La forme est A B A avec coda. La partie principale s'expose, à 3/8, en une longue période de trente mesures qui se répète après un intermède. Une partie centrale, en si bémol majeur, précède la reprise, dans laquelle le thème initial est varié par deux fois ; un second intermède est introduit avant la coda conclusive. La mélodie principale s'offre, dolce, sur le ton de la confidence émue. Particulièrement émouvante, d'ailleurs, la courte modulation de ré bémol majeur mystérieusement introduite dans son énoncé sur les notes chromatisées. Et particulièrement remarquable l'écriture des variations lors de la réexposition, en jeu d'octaves et de figurations ornées qui confèrent à ce mouvement une plénitude sonore assez impressionnante. »
Romain Rolland avance une explication pour la suppression par Beethoven de cet andante dans l'opus 53, :

« Je n'ai aucun doute que Beethoven n'y ait mis beaucoup de ses sentiments intimes, à cette époque de sa vie. Oserais-je dire que c'est probablement la raison pour laquelle Beethoven l'a sacrifié ? On n'a pas assez remarqué un fait, pourtant extraordinaire : les grands morceaux lents, où Beethoven versait le plus profond de son cœur, ces adagios et ces largos, qui étaient le joyau de ses vingt premières sonates, et que le public du temps aimait avec prédilection, disparaissent désormais [avec l'opus 53] de ses sonates pour piano. Ou bien il y renonce tout à fait, ou bien il en restreint extrêmement les proportions, et les réduit au rôle d'introductions, reliées au dernier morceau. Il faudra attendre jusqu'au monumental adagio de l'op. 106, quatorze ans plus tard, pour retrouver, au clavier, ces Soliloques, dont la porte est fermée au monde extérieur. On dirait que Beethoven, dans la maturité de son âge classique, s'est mis en garde contre sa propension naturelle à l'expression sentimentale. De la sonate Aurore à l'op. 106, il réduit au minimum les confidences de ses adagios. La part des deux allegros — et surtout du dernier — en est, d'autant, élargie en étendue et en significations. »

— Romain Rolland, De l'Héroïque à l'Appassionata, p. 176